# Daniel Kastler
Daniel Kastler (4 mars 1926 - 4 juillet 2015) est un physicien théoricien français, travaillant sur les fondements de la théorie quantique des champs et sur la géométrie non commutative.

## Biographie
Daniel Kastler est né le 4 mars 1926 à Colmar. Il est le fils du lauréat du prix Nobel de physique Alfred Kastler. En 1946, il s'inscrit à l'École Normale Supérieure de Paris. En 1950, il s'installe en Allemagne et devient chargé de cours à l'Université de la Sarre. En 1953, il est promu professeur associé et obtient un doctorat en chimie quantique. En 1957, Kastler s'installe à l'Université d'Aix-Marseille et devient professeur titulaire en 1959. En 1968, il fonde, avec Jean-Marie Souriau et Andrea Visconti, le Centre de Physique Théorique de Marseille. Daniel Kastler est décédé le 8 juillet 2015 à Bandol, dans le sud de la France,.
Daniel Kastler est notamment connu pour ses travaux avec Rudolf Haag sur les fondements de l'approche algébrique de la théorie quantique des champs. Leur collaboration débute lors de la célèbre conférence de Lille en 1957, où tous deux sont présents, et aboutit aux axiomes de Haag-Kastler pour les observables locales des théories quantiques des champs. Ce cadre utilise des éléments de la théorie des algèbres d'opérateurs et est donc appelé théorie quantique algébrique des champs ou, du point de vue physique, physique quantique locale. Dans d'autres collaborations, Kastler montre l'importance des algèbres C* dans les fondements de la mécanique statistique quantique et dans les systèmes asymptotiques abéliens. Dans les années 1980, il commence à travailler sur la géométrie non commutative d'Alain Connes, en étudiant notamment les applications en physique des particules élémentaires. Dans la même période, Kastler, en collaboration avec Raymond Stora, développe le cadre géométrique des transformations BRST pour la quantification des théories de jauge,.
En 1984, Daniel Kastler reçoit le Prix Ampère de l'Académie française des sciences. En 1977, il est membre correspondant de l'Académie des sciences de Göttingen et en 1981 de l'Académie autrichienne des sciences. En 1995, il est membre de l'Académie nationale allemande des sciences Leopoldina.

## Publications
- Haag et Kastler, « An Algebraic approach to quantum field theory », Journal of Mathematical Physics, vol. 5, no 7,‎ 1964, p. 848–861 (DOI 10.1063/1.1704187, Bibcode 1964JMP.....5..848H)
- Haag, Kastler et Trych-Pohlmeyer, « Stability and equilibrium states », Communications in Mathematical Physics, vol. 38, no 3,‎ 1974, p. 173–193 (DOI 10.1007/BF01651541, Bibcode 1974CMaPh..38..173H, S2CID 123017142, lire en ligne)
- Araki, Kastler, Takesaki et Haag, « Extension of KMS States and Chemical Potential », Communications in Mathematical Physics, vol. 53, no 2,‎ 1977, p. 97–134 (DOI 10.1007/BF01609126, Bibcode 1977CMaPh..53...97A, S2CID 122319446, lire en ligne)
- Kastler, « The Dirac operator and gravitation », Communications in Mathematical Physics, vol. 166, no 3,‎ 1995, p. 633–644 (DOI 10.1007/BF02099890, Bibcode 1995CMaPh.166..633K, S2CID 119959800, lire en ligne)
- Kastler, « A Detailed account of Alain Connes' version of the Standard Model in noncommutative geometry. 1. and 2. », Reviews in Mathematical Physics, vol. 5, no 3,‎ 1993, p. 477–532 (DOI 10.1142/S0129055X93000140, Bibcode 1993RvMaP...5..477K)
- Daniel Kastler, Cyclic cohomology within the differential envelope: an introduction to Alain Connes' non-commutative differential geometry, Hermann, 1988 (ISBN 978-2705660444)
- Daniel Kastler, Introduction à l'électrodynamique quantique, Dunod, 1960 (ASIN B0019I06LU)
- Kastler et Stora, « A differential geometric setting for BRS transformations and anomalies. 1. », Journal of Geometry and Physics, vol. 3, no 4,‎ 1986, p. 437 (DOI 10.1016/0393-0440(86)90006-9, Bibcode 1986JGP.....3..437K)
- Kastler et Stora, « A differential geometric setting for BRS transformations and anomalies. 2. », Journal of Geometry and Physics, vol. 3, no 4,‎ 1986, p. 483–505 (DOI 10.1016/0393-0440(86)90007-0, Bibcode 1986JGP.....3..483K)